# 中華兒童百科全書
中華兒童百科全書是臺灣第一套專為兒童設計的百科全書，臺灣省政府教育廳兒童讀物編輯小組主編，臺灣省政府教育廳出版，臺灣書店發行。自民國67年(1978)起陸續出版，至民國75年全套完成，並於民國81年4月有部分更新，增列不少新知及補正資料。全套含索引共14冊。

## 優點
- 橫排彩色印刷，體例完善，美觀大方。
- 圖文並茂，行文淺顯通俗，平易近人，用大量的圖片配合文字說明
- 以注音符號的順序來排列，方便查閱[3]。

## 缺點
- 外國地區及人物的譯名以國立編譯館公布者為準，造成某些譯名生硬怪異、與一般慣用名稱相差甚遠（如音樂家莫札特，書中稱「莫差爾特」）。
- 由於內容龐雜且範圍過大，只能採用每個領域聘請數名專家編寫的方式，造成整部百科全書內文有深有淺、詳略不一。